# Justizvollzugsanstalt Rohrbach
Die Justizvollzugsanstalt Rohrbach in der Nähe der Ortsgemeinde Wöllstein ist eine Justizvollzugsanstalt (JVA) des Landes Rheinland-Pfalz. Sie ist eine von acht Justizvollzugsanstalten des Landes und Sitz der umlaufleitenden Transportbehörde für das Saarland und Rheinland-Pfalz. Sie löste 2002 die alten Justizvollzugsanstalten Kaiserslautern und Mainz ab.

## Geschichte
Die Justizvollzugsanstalt Rohrbach ersetzte die Justizvollzugsanstalten Kaiserslautern und Mainz. Die bayerische Regierung hatte ab Herbst 1821 in Kaiserslautern ein Centralgefängnis errichtet, das ab 1867 als Zuchthaus geführt wurde. Die Gebäude der Justizvollzugsanstalt Mainz wurden in der Zeit von 1906 bis 1910 durch das Großherzogtum Hessen errichtet. Die Justizvollzugsanstalten des Landes Rheinland-Pfalz in Kaiserslautern und Mainz wurden im Dezember 2002 geschlossen.
Rohrbach war die erste JVA, die vom Landesbetrieb Liegenschafts- und Baubetreuung für die Justizverwaltung errichtet und später an diese vermietet wurde.

## Namensherkunft
Eigentlich sollte die JVA den Namen des Ortes Wöllstein tragen. Bürgerinitiativen und die Gemeinde lehnten diesen Namen wegen möglicher Imageschädigung ab. Daher wurde der in der Nähe befindliche Rohrbach Namensgeber der JVA.

## Lage und Gestaltung
Die JVA Rohrbach liegt abseits der Bundesstraße 420 zwischen den Orten Wöllstein und Gau-Bickelheim. Die Straße, die von der B 420 zur JVA führt, trägt den Namen des ehemaligen rheinland-pfälzischen Justizministers Peter Caesar. Friedrich-Ernst von Garnier gestaltete die Fassaden der weithin sichtbaren Anstalt farblich.

## Vollstreckungszuständigkeit
Die Vollstreckungszuständigkeit der JVA Rohrbach liegt bei männlichen und weiblichen Gefangenen und bietet 450 Plätze zuzüglich einer Ausbaureserve.